# 克莱蒙费朗区
克莱蒙费朗区（法語：Arrondissement de Clermont-Ferrand）是法国多姆山省所辖的一个区。总面积912.6平方公里，总人口360554，人口密度395人/平方公里（2018年）。主要城镇为克莱蒙费朗。

## 辖区
克莱蒙费朗区辖有74个市镇。